# Storgrundet (Degerö)
Storgrundet is een Zweeds eiland behorend tot de Lule-archipel. Het was ooit een grote (Zweeds:Stor) ondiepte (grund) voor de oostkust van het eiland Degerö-Börstskär, maar is inmiddels een volwaardig eiland. Tussen hoofdeiland en satellieteiland ligt de baai Bakviken. Het heeft geen oeververbinding en is onbebouwd.